# Andrea Seastrand
Andrea Heidi Seastrand, nata Ciszek (Chicago, 5 agosto 1941), è una politica statunitense, membro della Camera dei Rappresentanti per lo stato della California dal 1995 al 1997.

## Biografia
Nata a Chicago, dopo gli studi divenne maestra elementare e al contempo si dedicò alla politica con il Partito Repubblicano, venendo eletta presidentessa della California Federation of Republican Women.
Nel 1965 sposò l'agente di borsa e politico repubblicano Eric Seastrand, assumendone il cognome. La coppia ebbe due figli: Kurt e Heidi. Nel 1982 Seastrand venne eletto all'interno dell'Assemblea di stato della California e vi rimase fino al 1990, quando morì per via di un tumore. La vedova Andrea decise di candidarsi per il seggio del marito e riuscì ad essere eletta.
Nel 1994 lasciò la legislatura statale per candidarsi al Congresso e fu eletta alla Camera dei Rappresentanti sconfiggendo di misura l'avversario democratico Walter Capps. Due anni dopo però Capps la sfidò nuovamente e la sconfisse.
Dopo aver lasciato la politica, la Seastrand entrò a far parte della Aerospace States Association, di Women In Aerospace e della Air Force Association. Attualmente è direttore esecutivo della California Space Authority.